# Aristolochia taliscana
Aristolochia taliscana är en piprankeväxtart som beskrevs av Hook. & Arn.. Aristolochia taliscana ingår i släktet piprankor, och familjen piprankeväxter. Inga underarter finns listade i Catalogue of Life.